# Indenolol
Indenolol je beta-adrenergijski blokator za lečenje hipertenzije (visokog krvnog pritiska). Istražen je tokom 1980-ih, ali prema podacima iz 2021. godine nije poznato da li će biti plasiran na tržište. On je derivat fenolnog 4-indenola.